# コバルト・リッチ・クラスト
コバルト・リッチ・クラストとは深海の海底に存在する鉱物資源のひとつで、1,000 m以深の海山の斜面や頂上などの岩盤を皮殻の様に覆い、コバルトを特徴的に含む（時には1 %以上）マンガンクラストの一種。
コバルトの有望な資源として注目されているが、マンガン団塊と同様、採掘へ向けての課題は多い。